# Kálmán Kovács (Fußballspieler, 1965)
Kálmán Kovács (* 11. September 1965 in Budapest) ist ein ehemaliger ungarischer Fußballspieler.

## Sportlicher Werdegang
Kovács debütierte als Teenager für Honvéd Budapest in der Nemzeti Bajnokság und gewann mit dem Klub in den folgenden Jahren mehrfach den nationalen Meistertitel sowie den ungarischen Landespokal, dabei gelang 1985 und 1989 jeweils das Double. Parallel spielte der Stürmer sich in die ungarische Nationalmannschaft, für die er nach Einsätzen auf Juniorebene im Oktober 1985 bei einer 0:3-Niederlage im Auswärtsspiel bei Wales debütierte. In seinem dritten Länderspiel erzielte er im Dezember des Jahres bei einem 3:1-Erfolg gegen Algerien das erste von insgesamt 18 Länderspieltoren. Nachdem er im Frühjahr 1986 noch mit der ungarischen U-21-Auswahlmannschaft im gegen Spanien verlorenen Halbfinale der U-21-Europameisterschaft 1986 gestanden hatte, nominierte ihn Nationaltrainer György Mezey im Sommer für die WM-Endrunde in Mexiko. Beim abschließenden Gruppenspiel gegen Frankreich kam er im direkten Duell um einen sicheren Achtelfinalplatz als Einwechselspieler für György Bognár zu seinem einzigen Turniereinsatz. Nach einer 0:3-Niederlage wurde nicht nur der zweite Platz, sondern auch als einer der beiden schlechtesten Gruppendritten die K.O.-Phase letztlich verpasst.
Kovács hatte sich nicht nur als Nationalspieler, sondern auch als regelmäßiger Torschütze im Rahmen des UEFA-Pokals 1987/88, bei dem er trotz Ausscheidens in der dritten Runde gegen Panathinaikos Athen mit sechs Treffern gleichauf mit Dimitrios Saravakos und Kenneth Brylle Torschützenkönig des Wettbewerbs wurde, international einen Namen gemacht. 1989 wechselte er daraufhin zu AJ Auxerre nach Frankreich, wo er in den folgenden beiden Jahren jeweils hinter Jean-Pierre Papin zweiter der Torschützenliste der Division 1 wurde und die von Guy Roux trainierte Mannschaft damit in den Europapokal führte.
Anfang 1992 kehrte Kovács jedoch nach Ungarn zurück und spielte erneut für Honvéd Budapest. Bis Saisonende erzielte er für den Klub in zehn Meisterschaftsspielen ebenso viele Tore. Daraufhin wechselte er erneut nach Frankreich, wo er trotz acht Saisontoren in der Spielzeit 1992/93 mit Aufsteiger US Valenciennes-Anzin in der Relegation gegen die AS Cannes den Klassenerhalt verpasste. Anschließend zog er zum belgischen Klub Royal Antwerp FC weiter. Nach der erneuten zwischenzeitlichen Rückkehr zu Honvéd Budapest und dort erzielten 19 Saisontoren in der Spielzeit 1994/95, spielte er ab 1995 für APOEL Nikosia, wo er als Meister der zyprischen First Division und Sieger des Landespokals ebenso das Double holte, und den Schweizer Zweitligisten SR Delémont. 1997 kehrte er abermals zu Honvéd Budapest zurück und ließ dort seine aktive Laufbahn ausklingen.